# Zlatance
Zlatance es una población rural de la municipalidad de Crna Trava, en el distrito de Jablanica, Serbia.

## Superficie
Posee una superficie de 23,89 kilómetros cuadrados.

## Demografía
Hasta 2011 la población era de 85 habitantes, con una densidad de población de 3,558 habitantes por kilómetro cuadrado.